# Yolanda Domínguez
Yolanda Domínguez (Madrid, 28 de enero de 1977) es una artista visual,  fotógrafa, comunicadora y consultora española. Es experta en comunicación igualitaria aplicada a la comunicación y utiliza el arte como herramienta social.

## Trayectoria
Estudió Administración y Dirección de Empresas y Bellas Artes en la Universidad Complutense de Madrid, completando su formación con un máster en Arte y Nuevas Tecnologías en la Universidad Europea de Madrid y otro en Fotografía Contemporánea en la Escuela de Fotografía EFTI de Madrid. Ha sido profesora y tutora del máster de fotografía de la Escuela de Fotografía EFTI de Madrid. 
En 2017, participó en el evento TEDxMadrid con la charla titulada “Revelando estereotipos que no nos representan”, que es utilizada como material didáctico en colegios y universidades. Al año siguiente, en 2018, el programa de televisión Metrópolis de Televisión Española dedicó un monográfico sobre su carrera como artista. Aparte de su faceta docente, ha colaborado con diferentes medios de comunicación. De 2017 a 2021, colaboró en el El HuffPost donde escribía sobre la representación de la mujer en los medios, y, desde 2020, es colaboradora de Radio 3, donde comenta los estereotipos de la cultura visual en la actualidad.
En 2022, Domínguez elaboró una guía para el Ministerio de Consumo destinada a las familias que ayude a elegir juegos y juguetes libres de estereotipos sexistas, donde se explica la diferencia entre sexo y género, así como la importancia del juego en la construcción social de las personas. Ese mismo año, colaboró con el Ministerio de Igualdad en la campaña “Parasoles contra la trata” a través de una acción en 12 barrios de Madrid con parasoles donde se mostraba el rechazo a la distribución de publicidad donde se ofrecen cuerpos de mujeres como mercancía y que habitualmente se dejan en los parabrisas. La iniciativa fue impulsada por la Delegación del Gobierno Contra la Violencia de Género con la colaboración de No Acepto Madrid y la Federación Regional de Asociaciones Vecinales de Madrid (FRAVM).
Desde 2022 trabaja como consultora en empresas de comunicación audiovisual, como Disney+ España y RTVE, realizando formación y análisis de contenidos. 

## Obra
Utiliza la ironía y la descontextualización como estrategias principales y defiende la risa como elemento de liberación. Centra la temática de su obra con frecuencia en género y consumo. Practica el arte de acción, una disciplina basada en el impacto y el desconcierto. Sus primeros trabajos de arte y activismo social datan de 2008, momento en el que decidió abandonar lo que considera "estatismo de museos y galerías". Denuncia la manipulación a la que los medios de comunicación someten a la población a través de impactos y estereotipos desde la infancia.

### Katy Salinas y "Pido para un Chanel" (2010)
En 2010, crea el personaje de Katy Salinas una mujer de 65 años que a través de un blog encarna la obsesión por la belleza llevada al extremo para denunciar el excesivo culto a la belleza al que está sometida esta sociedad y, sobre todo, la mujer. Hola, soy Katy Salinas, tengo 65 años pero no aparento más de 25 gracias a mis cuidados diarios con los que he conseguido permanecer joven y bella. Katy Salinas era una mujer divorciada y sin vida social que dedica toda su existencia a cuidarse y consigue llegar a la vejez con una apariencia joven siguiendo al pie de la letra todos los consejos para mujeres que aparecen en las revistas, en foros de belleza, blogs, páginas de Internet, e incluso teniendo en cuenta las manías de las famosas. El blog generó más de 18.000 visitas y más de 1.000 comentarios.
También en 2010 la acción "Pido para un Chanel" aborda la adicción enfermiza a las compras de algunas mujeres motivada por la necesidad consumista de los países desarrollados. En ella una actriz que representa a una mujer de clase alta, elegante y vestida con ropa y complementos de marca, pasea por una de las calles más lujosas de Madrid y se detiene ante el escaparate de Chanel donde ve algo que se quiere comprar pero no tiene dinero en ese momento. Desesperada sufre un ataque de ansiedad y decide ponerse a pedir a los viandantes, ayudándose de un cartón en el que escribe con su barra de labios: "PIDO PARA UN CHANEL".

### Poses (2011)

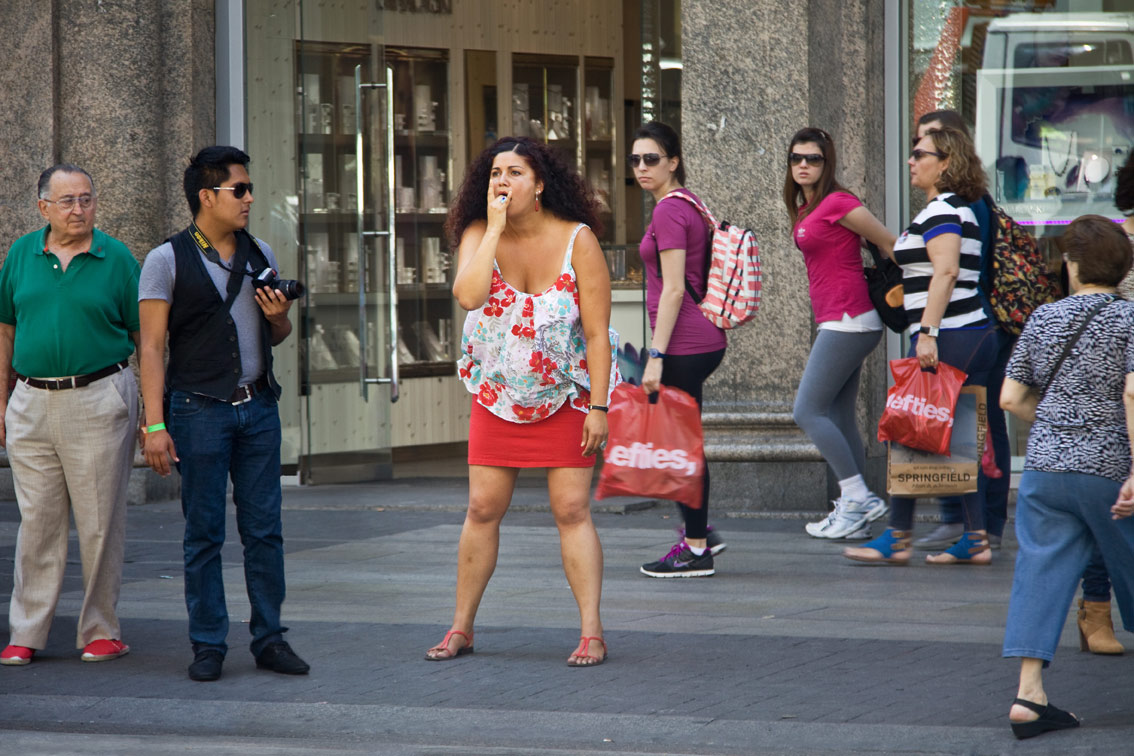
"Poses", Yolanda Domínguez 2011

En 2011 con "Poses" realizó una crítica a lo absurdo y artificial del mundo del glamur y de la moda que venden las revistas, en concreto a la imagen distorsionada que difunden de la mujer a través de modelos que no representan a las mujeres reales y que obvian a todas aquellas que no están dentro de sus restringidos parámetros. En esta obra Domínguez contó con el apoyo de las actrices May Serrano y Cary Rodríguez, y UP Teatro.
La obra superó el millón de reproducciones en Youtube, ha sido mundialmente difundida en televisión, radio y prensa, y ha estado varias semanas entre los diez mejores vídeos de moda del mundo (Fashion Films).
A partir de la experiencia avanzó en la puesta en marcha de proyectos de participación colectiva.

### Moda sin tóxicos, Esclavas (2012)
En 2012 colaboró con Greenpeace en la campaña “Moda sin tóxicos” para denunciar el uso de sustancias tóxicas en los procesos productivos de la marca Levi’s. Voluntarios de Greenpeace vestidos como camareros repartieron 501 botellas con tela vaquera en el interior y con el mensaje “Si tienes vaqueros para qué quieres agua”
También creó Esclavas, un colección de prendas realizadas por la diseñadora Sara Ostos diseñadas para exhibir el cuerpo femenino realizadas con Burkas.  Mientras que en algunas sociedades se obliga a las mujeres a ocultar sus cuerpos, en otras se espera que lo exhiban. Dos realidades tejidas por la misma tela: la sumisión a una mirada masculina y objetificadora, que se torna aún más alarmante cuando deja de ser impuesta para ser asumida como ideal.

### Poses n.º 5, #NadieDesechado y Fashion Victims (2013)
En 2013 y tras la experiencia de Poses, organizó una parodia de las poses de la Campaña primavera verano 2013 de Chanel, realizada por Karl Lagerfeld (autor de tan polémicas apreciaciones acerca de la gente “común”) siendo precisamente esa gente común, la que desde distintas parte del mundo (Madrid, Barcelona, París, Quito) generó un nuevo vídeo con la denuncia: “Estamos aquí y no nos gustan los modelos absurdos que nos imponéis, no nos identifican y no nos representan”.
En junio de 2013 creó Fashion Victims en protesta por las condiciones de trabajo que sufren los trabajadores en el sector textil -en abril se había derrumbado un edificio con fábricas de textil en Bangladés en el que murieron más de 1000 personas- , sepultando a varias blogueras bajo escombros en la Gran Vía de Madrid para lanzar un llamamiento a la producción y el consumo responsables.
En noviembre de 2013 se sumó a la campaña de #NadieDesechado de Médicos del Mundo para denunciar las consecuencias de los recortes en sanidad en la vida de las personas.

### Registro (2014)

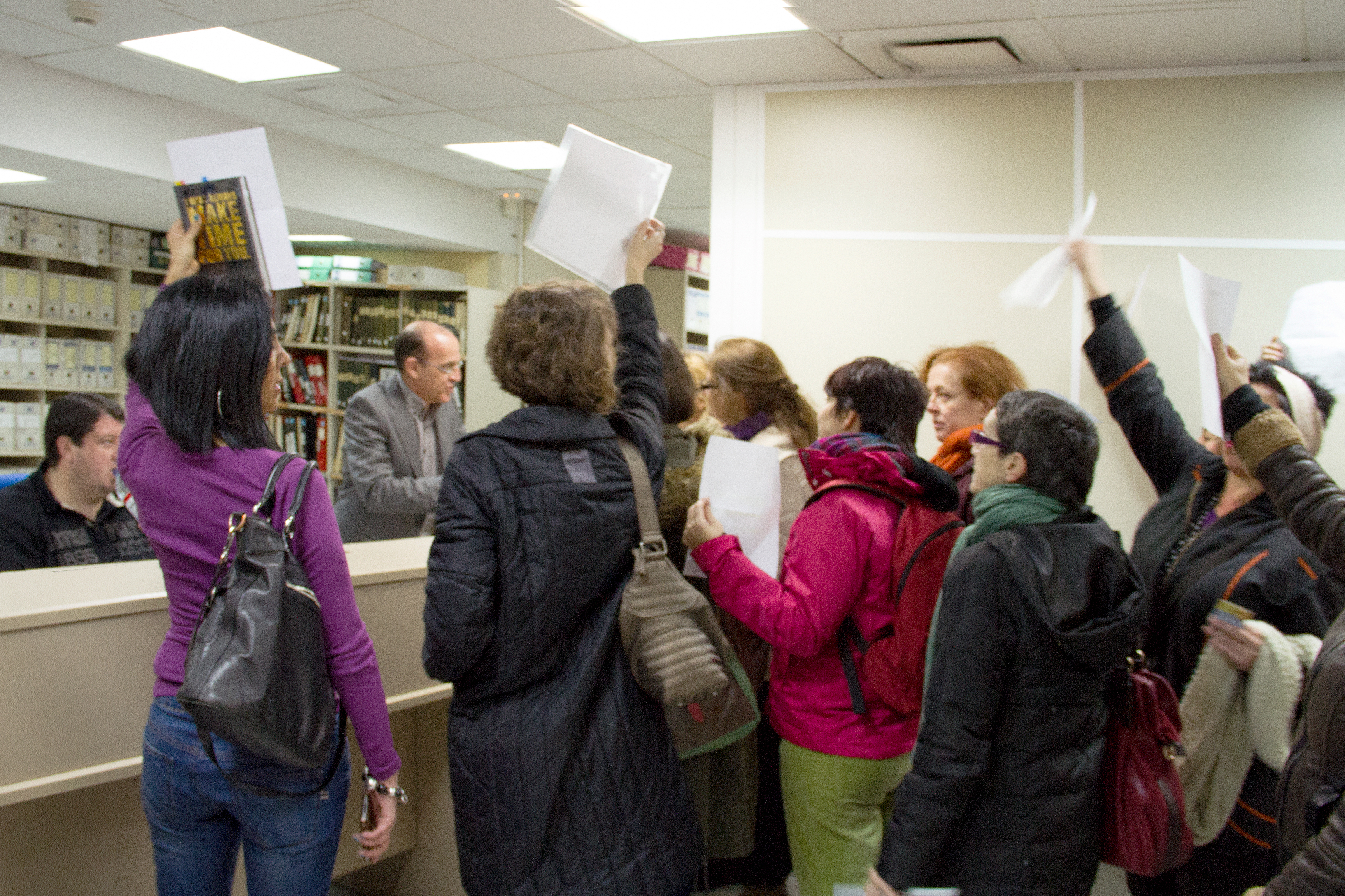
"Registro" Yolanda Domínguez 2014

En 2014 como acción de protesta ante la reforma de la ley del aborto en España movilizó a mujeres de todo el país para acudir a los Registros de la Propiedad a solicitar la propiedad de su cuerpo convirtiéndose en un movimiento nacional que consiguió extenderse a otros países.

### Accesibles y accesorias (2015)
Como crítica al anuncio de Multiópticas en el que con el mensaje "Ten la increíble sensación de estrenar todas las veces que quieras", un hombre entra en un establecimiento de venta de gafas lleno de mujeres, Domínguez plantea un anuncio alternativo: varios grupos de mujeres acudieron a centros de esta marca vestidas como las modelos del anuncio y en la misma actitud. Su acción generó todo tipo de reacciones.

### Total Correction yNo tocar, no matar, no violar ...(2016)
En marzo de 2016 realizó para Art Madrid "Total Correction" comisariada por Margarita Aizpuru con las actrices Esther Gimeno y Velilla Valbuena, una performance con la que pretende subvertir el mensaje con el que la industria de belleza y cosmética nos bombardea continuamente para hacernos creer que somos imperfectos. En julio tras la denuncia de agresiones sexuales en las fiestas de San Fermines lanzó la campaña  No tocar, no matar, no violar, este cuerpo es mío y de nadie más.
También en 2016 inauguró el proyecto "Mapas de acción" una exposición individual en el Centro Atlántico de Arte Moderno (CAAM) de Las Palmas de Gran Canaria en la que incorporó la acción fotográfica participativa "Hot dog legs" en la que Yolanda Domínguez invitaba a la población de Gran Canaria a publicar las redes sociales fotografías de rincones y realidades de esta Isla que no aparecen normalmente en las postales turísticas, mediante la técnica de "las piernas-salchica", que consiste en hacer una foto de un paisaje mientras se está tumbado frente a él con las piernas flexionadas.

### Estamos aquí (2018)
"Estamos aquí" fue una acción colectiva para visibilizar a las mujeres artistas en el ámbito de la cultura en febrero de 2018 durante la 37ª edición de la feria de arte de Madrid Arco impulsada por Yolanda Domínguez y María Gimeno. Sesenta artistas recorrieron la feria con diademas con un signo de geolocalización como parte de una acción destinada a denunciar la poca representación de mujeres en el certamen. La acción también se desarrolló en redes sociales a través del hashtag #estamosaquí visibilizando a artistas de diferentes puntos de España que no pudieron estar físicamente en la feria, así como estudiantes de Bellas Artes, historiadoras y gestoras culturales. "Las mujeres no estamos, no se nos encuentra. No estamos en las exposiciones, premiadas en los concursos, en las becas, dirigiendo museos... Seguimos siendo musas, pero no se nos considera artistas" denunció Domínguez.

### Hola soy tu machismo (2018)
En noviembre de 2018 Domínguez creó la campaña "Hola soy tu machismo" parodiando un histórico anuncio de compresas en el que aparecía una mujer vestida de rojo y le decía a una niña “Hola, tú no me conoces: soy tu menstruación”. Domínguez recreó el personaje del machismo, un hombre vestido de marrón, que se presenta a otros hombres diciendo “Hola, tú ya me conoces: soy tu machismo”. Ante este inesperado encuentro la mayoría niega conocerle: “yo no soy machista”, “eso es cosa del pasado”, “yo respeto a las mujeres” son las respuestas más habituales. La artista señaló que su objetivo es "recordar que eliminando nuestros comportamientos machistas podremos tener relaciones más sanas con nosotros mismos y con los demás".

### Una mujer de la Edad de Clooney (2022)
En 2022, Domínguez organizó un casting ficticio para coprotagonizar el próximo anuncio de Nespresso protagonizado por George Clooney, 60 años en ese momento, con una compañera de su misma edad. El objetivo era visibilizar cómo la percepción sobre las mujeres de esa edad es negativa por parte de la sociedad y los medios de comunicación, que las invisibilizan sistemáticamente a diferencia de lo que hacen con los hombres, y reivindicar la madurez femenina. Además, las participantes pudieron expresar sus quejas con la industria que solo las contactan para hacer papeles “madres y abuelas” pero nunca de “mujeres independientes” y mucho menos “seductoras”.

## Reconocimientos

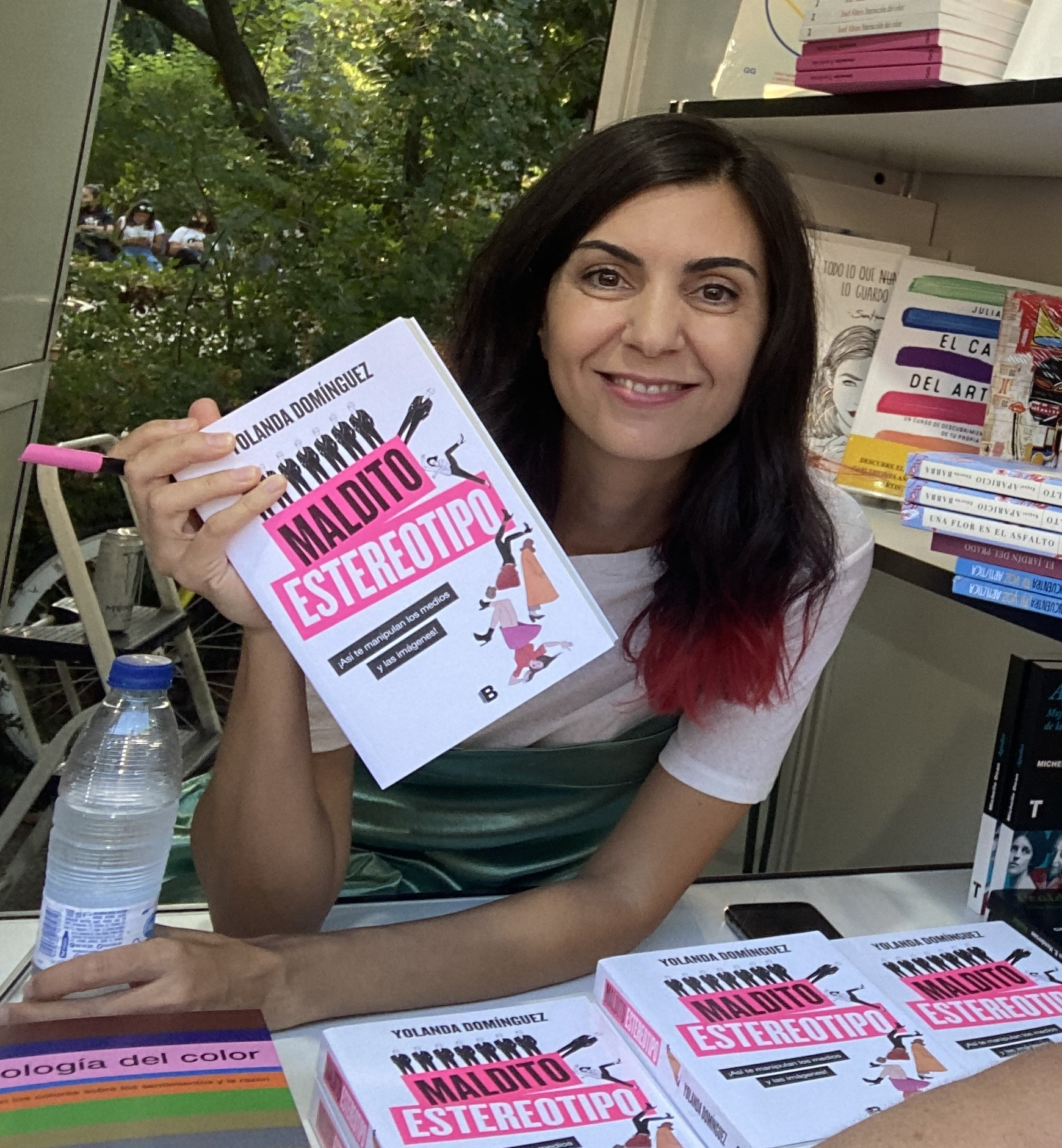
Yolanda Domínguez en la Feria del Libro de Madrid 2021

- 2010 – Beca del Ministerio de Cultura para la Promoción del Arte Contemporáneo Español
- 2013 – Premios RAC, Nominación Mejor Artista revelación 2013
- 2013 – Beca Ayudas a la Creación Visual VEGAP
- 2014 – Mención Especial Premi Llibertat d’Expressió 2014 Unió de Periodistes Valencians[41]
- 2016 – Premio Baezly Designs of the Year 2016, en la categoría “Moda”, otorgado por el Design Museum de Londres por el trabajo “Niños vs. Moda”.[42]
- 2022 – Premio al Derecho a la Libertad de Expresión de Mujeres Constitucionales otorgado por el Partido Socialista Obrero Español (PSOE) de Cádiz.[43]
- 2023 – Premio Mejor artista de la Asociación Blanco, Negro y Magenta.[44]
- 2023 – Premio Isonomia contra la violencia de género otorgado por Universitat Jaume I.[45]

## Obra
- 2021 – Maldito estereotipo. ¡Así te manipulan los miedos y las imágenes! Ediciones B. ISBN 9788466668835.
- 2024 – Las mujeres facturan. El dinero también es cosa nuestra. Ediciones B. ISBN 9788466678100.

## Exposiciones
- 2012: Preludios Photoespaña Galería Rafael Pérez Hernando de Madrid (España)
- 2012: Esclavas Galería Rafael Pérez Hernando de Madrid (España)
- 2012: Galería Rojo Artspace de Milán, (Italia)
- 2013: Museo Municipal Ramón Mª Aller, Pontevedra (España)
- 2013: Galería Pilar Cubillo de Madrid (España)
- 2014: Universidad New México Highlands, Nuevo México (Estados Unidos)
- 2014: Galería Twin Gallery, Madrid (España)
- 2015: Mapas de Acción Galería Serendipia, Madrid (España)
- 2016: Mapas de Acción CAAM, Las Palmas de Gran Canaria
- 2016: Total Correction Acción para Art Madrid 2016

## Controversias
En julio de 2019, a cuenta de la participación del youtuber Sergio Candanedo –conocido por su seudónimo Un Tío Blanco Hetero– en una mesa redonda sobre feminismo organizada por la Universidad Europea Miguel de Cervantes, Domínguez publicó un tuit en el que condenaba la invitación tildando al youtuber de «violento con las mujeres». En respuesta, Candanedo interpuso una querella que la Audiencia Provincial desestimó en 2023  y el Tribunal Constitucional en 2025 